# Glénac
Glénac era una comuna francesa situada en el departamento de Morbihan, en la región de Bretaña, que el 1 de enero de 2017 pasó a ser una comuna delegada de la comuna nueva de La Gacilly al unirse con las comunas de La Chapelle-Gaceline y La Gacilly. 
Tiene una población estimada, a inicios de 2020, de 899 habitantes.

## Demografía
| Gráfica de evolución demográfica de Glénac entre 1800 y 2020 |
|                                                              |

Los datos demográficos contemplados en este gráfico de la comuna de Glénac se han cogido de 1800 a 1999 de la página francesa EHESS/Cassini, y los demás datos de la página del INSEE.